# باشگاه فوتبال گیفو
باشگاه فوتبال گیفو ژاپنی: FC岐阜 باشگاه فوتبالی در شهر استان گیفو، ژاپن است که در جی‌لیگ ۳ بازی می‌کند. این باشگاه در سال ۲۰۰۱ میلادی پایه‌گذاری شده است.